# Cienfuegosia welshii
Cienfuegosia welshii là một loài thực vật có hoa trong họ Cẩm quỳ. Loài này được (T.Anderson) Garcke mô tả khoa học đầu tiên năm 1883.